# Rebelião de Mito
A Rebelião de Mito (水戸幕末争乱 Mito bakumatsu sōran), também conhecida por Insurreição de Kantō ou Rebelião de Tengu (天狗党の乱, tengutō no ran), foi uma guerra civil ocorrida na área do Domínio de Mito no Japão entre maio de 1864 e janeiro de 1865. A rebelião envolveu uma revolta e ações terroristas contra o poder central do shogunato em favor à política de Sonnō jōi (Reverenciar o imperador, expulsar os bárbaros).

## História
A 17 de junho de 1864 foi enviada uma força de paz do shogunato a Tsukuba, composta por 700 soldados de Mito, liderados por Ichikawa. Este faziam uso de 3 a 5 canhões e menos de 200 armas de fogo, enquanto que o contingente do Bakufu com 3 000 soldados com cerca de 600 armas e vários canhões a eles se opuseram.
À medida que o conflito de intensificava em Nakaminato, a 10 de outubro de 1864, as forças do shogunato de 6 700 homens foi derrotada por 2 000 insurgentes enquanto que outras derrotas se seguiram.
Contudo, os rebeldes foram-se debilitando e reduzidos a 1 000 efectivos até dezembro de 1864 enquanto defrontavam uma nova força de Tokugawa Yoshinobu, a qual contava com cerca de 10 000 soldados, forçando os rebeldes a renderem-se.
O levantamento terminou com 1 300 mortes por parte das forças rebeldes, incluindo 363 execuções e 100 soldados mortos em cativeiro.